# GT Challenge at VIR 2018
Navigation
Édition précédente Édition suivante
Le GT Challenge at VIR 2018 (officiellement appelé 2018 Michelin GT Challenge at VIR) a été une course de voitures de sport organisée sur le Virginia International Raceway à Alton en Virginie, aux États-Unis qui s'est déroulée du 17 août 2018 au 19 août 2018. Il s'agissait de la dixième manche du championnat United SportsCar Championship 2018 et seules les catégories GTLM et GTD de voitures du championnat ont participé à la course.

## Engagés
La liste officielle des engagés était composée de 18 voitures, dont 8 en Grand Touring Le Mans et 10 en Grand Touring Daytona.

## Qualifications
| Pos. | Classe | N°  | Équipe                                 | Pilote              | Temps          | Tours |
| ---- | ------ | --- | -------------------------------------- | ------------------- | -------------- | ----- |
| 1    | GTD    | 15  | 3GT Racing                             | Jack Hawksworth     | 1 min 44 s 107 | 3     |
| 2    | GTD    | 33  | Mercedes-AMG Team Riley Motorsports    | Jeroen Bleekemolen  | 1 min 44 s 323 | 5     |
| 3    | GTD    | 96  | Turner Motorsport                      | Bill Auberlen       | 1 min 44 s 360 | 4     |
| 4    | GTD    | 14  | 3GT Racing                             | Kyle Marcelli       | 1 min 44 s 516 | 4     |
| 5    | GTD    | 48  | Paul Miller Racing                     | Madison Snow        | 1 min 44 s 626 | 4     |
| 6    | GTD    | 58  | Wright Motorsports                     | Patrick Long        | 1 min 44 s 758 | 3     |
| 7    | GTD    | 93  | Meyer Shank Racing avec Curb Agajanian | Lawson Aschenbach   | 1 min 44 s 797 | 4     |
| 8    | GTD    | 86  | Meyer Shank Racing avec Curb Agajanian | Mario Farnbacher    | 1 min 44 s 954 | 4     |
| 9    | GTD    | 63  | Scuderia Corsa                         | Cooper MacNeil      | 1 min 45 s 506 | 4     |
| 10   | GTD    | 44  | Magnus Racing                          | John Potter         | 1 min 45 s 918 | 4     |
| 11   | GTLM   | 67  | Ford Chip Ganassi Racing               | Richard Westbrook   | 1 min 55 s 580 | 3     |
| 12   | GTLM   | 911 | Porsche GT Team                        | Patrick Pilet       | 1 min 56 s 170 | 8     |
| 13   | GTLM   | 24  | BMW Team RLL                           | John Edwards        | 1 min 56 s 185 | 5     |
| 14   | GTLM   | 3   | Corvette Racing                        | Antonio García      | 1 min 56 s 760 | 5     |
| 15   | GTLM   | 25  | BMW Team RLL                           | Connor De Phillippi | 1 min 57 s 148 | 7     |
| 16   | GTLM   | 66  | Ford Chip Ganassi Racing               | Joey Hand           | 1 min 57 s 202 | 3     |
| 17   | GTLM   | 4   | Corvette Racing                        | Tommy Milner        | 1 min 57 s 492 | 5     |
| 18   | GTLM   | 912 | Porsche GT Team                        | Earl Bamber         | 1 min 57 s 874 | 6     |

## Course

### Classement de la course
- Les vainqueurs de chaque catégorie sont signalés par un fond jauni.
- Pour la colonne Pneus, il faut passer le curseur au-dessus du modèle pour connaître le manufacturier de pneumatiques.

| Pos | Classe | no  | Écurie                                 | Pilotes                                  | Châssis                       | Pneus | Tours | Temps               |
| Pos | Classe | no  | Écurie                                 | Pilotes                                  | Moteur                        | Pneus | Tours | Temps               |
| --- | ------ | --- | -------------------------------------- | ---------------------------------------- | ----------------------------- | ----- | ----- | ------------------- |
| 1   | GTLM   | 25  | BMW Team RLL                           | Connor De Phillippi Alexander Sims       | BMW M8 GTE                    | M     | 88    | 2 h 40 min 52 s 276 |
| 1   | GTLM   | 25  | BMW Team RLL                           | Connor De Phillippi Alexander Sims       | BMW S63 4.0 L V8 Bi-Turbo     | M     | 88    | 2 h 40 min 52 s 276 |
| 2   | GTLM   | 3   | Corvette Racing                        | Antonio García Jan Magnussen             | Chevrolet Corvette C7.R       | M     | 88    | + 1 s 323           |
| 2   | GTLM   | 3   | Corvette Racing                        | Antonio García Jan Magnussen             | Chevrolet LT 5,5 l V8 Atmo    | M     | 88    | + 1 s 323           |
| 3   | GTLM   | 24  | BMW Team RLL                           | John Edwards Jesse Krohn                 | BMW M8 GTE                    | M     | 88    | + 2 s 116           |
| 3   | GTLM   | 24  | BMW Team RLL                           | John Edwards Jesse Krohn                 | BMW S63 4.0 L V8 Bi-Turbo     | M     | 88    | + 2 s 116           |
| 4   | GTLM   | 66  | Ford Chip Ganassi Racing               | Joey Hand Dirk Müller                    | Ford GT                       | M     | 88    | + 30 s 907          |
| 4   | GTLM   | 66  | Ford Chip Ganassi Racing               | Joey Hand Dirk Müller                    | Ford EcoBoost 3.5 L V6 Turbo  | M     | 88    | + 30 s 907          |
| 5   | GTLM   | 912 | Porsche GT Team                        | Earl Bamber Laurens Vanthoor             | Porsche 911 RSR               | M     | 88    | + 35 s 530          |
| 5   | GTLM   | 912 | Porsche GT Team                        | Earl Bamber Laurens Vanthoor             | Porsche 4,0 l Flat-6 Atmo     | M     | 88    | + 35 s 530          |
| 6   | GTLM   | 4   | Corvette Racing                        | Oliver Gavin Tommy Milner                | Chevrolet Corvette C7.R       | M     | 88    | + 36 s 345          |
| 6   | GTLM   | 4   | Corvette Racing                        | Oliver Gavin Tommy Milner                | Chevrolet LT 5,5 l V8 Atmo    | M     | 88    | + 36 s 345          |
| 7   | GTD    | 14  | 3GT Racing                             | Dominik Baumann Kyle Marcelli            | Lexus RC F GT3                | C     | 86    | + 2 tours           |
| 7   | GTD    | 14  | 3GT Racing                             | Dominik Baumann Kyle Marcelli            | Lexus 5.0 L V8                | C     | 86    | + 2 tours           |
| 8   | GTD    | 58  | Wright Motorsports                     | Patrick Long Christina Nielsen           | Porsche 911 GT3 R             | C     | 86    | + 2 tours           |
| 8   | GTD    | 58  | Wright Motorsports                     | Patrick Long Christina Nielsen           | Porsche 4.0 L Flat-6          | C     | 86    | + 2 tours           |
| 9   | GTD    | 86  | Meyer Shank Racing avec Curb Agajanian | Katherine Legge Mario Farnbacher         | Acura NSX GT3                 | C     | 86    | + 2 tours           |
| 9   | GTD    | 86  | Meyer Shank Racing avec Curb Agajanian | Katherine Legge Mario Farnbacher         | Acura 3.5 L V6 Turbo          | C     | 86    | + 2 tours           |
| 10  | GTD    | 63  | Scuderia Corsa                         | Cooper MacNeil Gunnar Jeannette          | Ferrari 488 GT3               | C     | 86    | + 2 tours           |
| 10  | GTD    | 63  | Scuderia Corsa                         | Cooper MacNeil Gunnar Jeannette          | Ferrari F154CB 3.9 L V8 Turbo | C     | 86    | + 2 tours           |
| 11  | GTD    | 33  | Mercedes-AMG Team Riley Motorsports    | Jeroen Bleekemolen Ben Keating           | Mercedes-AMG GT3              | C     | 86    | + 2 tours           |
| 11  | GTD    | 33  | Mercedes-AMG Team Riley Motorsports    | Jeroen Bleekemolen Ben Keating           | Mercedes-AMG M159 6.2 L V8    | C     | 86    | + 2 tours           |
| 12  | GTD    | 48  | Paul Miller Racing                     | Bryan Sellers Madison Snow               | Lamborghini Huracán GT3       | C     | 86    | + 2 tours           |
| 12  | GTD    | 48  | Paul Miller Racing                     | Bryan Sellers Madison Snow               | Lamborghini 5.2 L V10         | C     | 86    | + 2 tours           |
| 13  | GTD    | 44  | Magnus Racing                          | Andy Lally John Potter                   | Audi R8 LMS                   | C     | 86    | + 2 tours           |
| 13  | GTD    | 44  | Magnus Racing                          | Andy Lally John Potter                   | Audi 5.2 L V10                | C     | 86    | + 2 tours           |
| 14  | GTD    | 93  | Meyer Shank Racing avec Curb Agajanian | Lawson Aschenbach Justin Marks           | Acura NSX GT3                 | C     | 86    | + 2 tours           |
| 14  | GTD    | 93  | Meyer Shank Racing avec Curb Agajanian | Lawson Aschenbach Justin Marks           | Acura 3.5 L V6 Turbo          | C     | 86    | + 2 tours           |
| 15  | GTD    | 96  | Turner Motorsport                      | Robby Foley Bill Auberlen                | BMW M6 GT3                    | C     | 85    | + 3 tours           |
| 15  | GTD    | 96  | Turner Motorsport                      | Robby Foley Bill Auberlen                | BMW 4.4 L V8 Turbo            | C     | 85    | + 3 tours           |
| 16  | GTD    | 15  | 3GT Racing                             | Jack Hawksworth David Heinemeier Hansson | Lexus RC F GT3                | C     | 86    | + 2 tours           |
| 16  | GTD    | 15  | 3GT Racing                             | Jack Hawksworth David Heinemeier Hansson | Lexus 5.0 L V8                | C     | 86    | + 2 tours           |
| 17  | GTLM   | 67  | Ford Chip Ganassi Racing               | Ryan Briscoe Richard Westbrook           | Ford GT                       | M     | 42    | Abd                 |
| 17  | GTLM   | 67  | Ford Chip Ganassi Racing               | Ryan Briscoe Richard Westbrook           | Ford EcoBoost 3.5 L V6 Turbo  | M     | 42    | Abd                 |
| 18  | GTLM   | 911 | Porsche GT Team                        | Patrick Pilet Nick Tandy                 | Porsche 911 RSR               | M     | 40    | Abd                 |
| 18  | GTLM   | 911 | Porsche GT Team                        | Patrick Pilet Nick Tandy                 | Porsche 4,0 l Flat-6 Atmo     | M     | 40    | Abd                 |

## Pole position et record du tour
- Pole position :  Jack Hawksworth (#15 3GT Racing) en 1 min 44 s 107
- Meilleur tour en course :  Earl Bamber (#912 Porsche GT Team) en 1 min 42 s 600

## Tours en tête
- no 67 Ford GT - Ford Chip Ganassi Racing : 28 tours (1-28)[4]
- no 24 BMW M8 GTE - BMW Team RLL : 16 tours (29 / 41-55)
- no 25 BMW M8 GTE - BMW Team RLL : 32 tours (30 / 58-88)
- no 3 Chevrolet Corvette C7.R - Corvette Racing : 3 tours (31 / 56-57)
- no 911 Porsche 911 RSR - Porsche GT Team : 9 tours (32-40)

## À noter
- Longueur du circuit : 3,27 miles
- Distance parcourue par les vainqueurs : 287,76 miles